# Prototyp 1300
Prototyp 1300 – samochód wyścigowy skonstruowany przez Stanisława Fiedora, uczestniczący w Wyścigowych Samochodowych Mistrzostwach Polski w roku 1984.

## Historia
Pojazd został zaprojektowany i skonstruowany przez Stanisława Fiedora. Ten krakowianin był mechanikiem, właścicielem warsztatu oraz kierowcą rajdowym i wyścigowym. Na początku lat 80. postanowił zbudować samochód Prototyp 1300. Przód pojazdu pochodził od FSO 125p, podczas gdy tył przybrał nową formę. Samochód mógł pomieścić dwie osoby. Został wyposażony w silnik Łady o pojemności 1,3 litra i mocy 95 KM. Moc była przekazywana na koła tylne za pośrednictwem czterobiegowej przekładni. Mechanizm różnicowy i półosie pochodziły od Dacii.
Przednie zawieszenie pojazdu pochodziło z FSO 125p, tzn. obejmowało podwójne wahacze poprzeczne, sprężyny śrubowe, amortyzatory teleskopowe, stabilizator oraz drążki reakcyjne. Tylne zawieszenie składało się z czterech wahaczy i przyjęło formę podobną do stosowanego w samochodach Formuły Easter. Mechanizm kierowniczy wywodził się z Renault 8. Hamulce pochodziły z FSO 125p, natomiast tarcze hamulcowe z Renault 17.
Samochód zadebiutował w 1984 roku podczas eliminacji w Toruniu, a jego kierowcą był Mieczysław Dymek. Dymek zakwalifikował się na jedenastym miejscu, ale nie ukończył wyścigu, odpadając już na pierwszym okrążeniu. Podczas kolejnej rundy w Kielcach Dymek ponownie zakwalifikował się na jedenastej pozycji. W wyścigu finiszował szósty, z okrążeniem straty do zwycięskiego Bogdana Wozowicza. Ogółem w klasyfikacji sezonu Dymek zdobył 39 punktów i został sklasyfikowany na 17 miejscu w klasie 5.

## Wyniki w WSMP
| Legenda oznaczeń w tabelach wyników Wyświetl szablon na nowej stronie | Legenda oznaczeń w tabelach wyników Wyświetl szablon na nowej stronie                                                                     |
| Oznaczenie                                                            | Wyjaśnienie |
| --------------------------------------------------------------------- | --- |
| Złoty                                                                 | Zwycięzca lub mistrzostwo |
| Srebrny                                                               | 2. miejsce lub wicemistrzostwo |
| Brązowy                                                               | 3. miejsce lub II wicemistrzostwo |
| Zielony                                                               | Ukończył, punktował (w klasyfikacji generalnej, gdy zdobył co najmniej jeden punkt na przestrzeni sezonu, poza trzema powyższymi opcjami) |
| Niebieski                                                             | Ukończył, nie punktował (w klasyfikacji generalnej, gdy nie zdobył co najmniej jednego punktu na przestrzeni sezonu)                      |
| Czerwony                                                              | Nie zakwalifikował się (NZ) |
| Czerwony                                                              | Nie prekwalifikował się (NPK) |
| Różowy                                                                | Nie ukończył (NU) |
| Różowy                                                                | Niesklasyfikowany (NS) (w klasyfikacji generalnej, gdy nie został sklasyfikowany w żadnym wyścigu sezonu)                                 |
| Czarny                                                                | Zdyskwalifikowany (DK) |
| Czarny                                                                | Wykluczony (WYK/EX) |
| Biały                                                                 | Nie wystartował (NW) |
| Biały                                                                 | Kontuzjowany (K/INJ) |
| Biały                                                                 | Wyścig odwołany (OD/C) |
| Bez koloru                                                            | Został wycofany (WYC/WD) |
| Bez koloru                                                            | Nie przybył (NP/DNA) |
| Bez koloru                                                            | Nie brał udziału w treningach (NT/DNP) |
| Bez koloru                                                            | Nie został zgłoszony (–) |
| Pogrubienie                                                           | Start z pole position |
| Kursywa                                                               | Najszybsze okrążenie wyścigu |
| †                                                                     | Nie ukończył, ale jego rezultat został zaliczony ze względu na przejechanie więcej niż 90% dystansu wyścigu.                              |
| *                                                                     | Sezon w trakcie |
| 1/2/3                                                                 | Punktowana pozycja w sprincie kwalifikacyjnym                                                                                             |
| Lista systemów punktacji Formuły 1                                    | |

| Sezon | Zespół                  | Silnik | Kierowcy         | Wyniki w poszczególnych eliminacjach | Wyniki w poszczególnych eliminacjach | Wyniki w poszczególnych eliminacjach | Wyniki w poszczególnych eliminacjach | Wyniki w poszczególnych eliminacjach | Wyniki kierowców | Wyniki kierowców |
| 1984  |                         |        |                  | Polska                               | Polska                               | Polska                               | Polska                               | Polska                               | Pkt.             | Msc.             |
| ----- | ----------------------- | ------ | ---------------- | ------------------------------------ | ------------------------------------ | ------------------------------------ | ------------------------------------ | ------------------------------------ | ---------------- | ---------------- |
| 1984  | Automobilklub Krakowski | Łada   | Mieczysław Dymek | -                                    | -                                    | NU                                   | 6                                    | -                                    | 39               | 17               |